# St. Lunaire-Griquet
St. Lunaire-Griquet é uma pequena cidade localizada na província canadense de Terra Nova e Labrador. De acordo com o censo canadense de 2016, a cidade tinha uma população de 604 habitantes.